# 용강동 (경주시)
용강동(龍江洞)은 대한민국 경상북도 경주시에 있는 행정동이다. 이를 관할하는 행정동은 법정동인 용강동의 대부분을 관할하는 용강동이며, 법정동과 이름이 같다. 법정동인 용강동의 일부(용강동 1316-2)는 행정동인 용강동이 관할하고 있다. 국도 제7호선과 연결되는 교통의 중심지이며, 대규모 주거단지와 홈플러스 경주점과 한마음병원, 용강주거아파트단지, 용강공단 등이 있는 경주의 부도심이다.

## 유래
광중은 조선시대 광제원이 있었으며, 넓은 들과 하천 사이에 있는 마을이라 하여 광중(廣中)이라고도 한다.

## 연혁
- 1955년에 경주군 경주읍이 경주시로 승격되면서 경상북도 경주시 용강동이 되었다.
- 1973년 7월에 경주시 행정동과 법정동이 관할되면서 용강동과 황성동이 합쳐져, 경상북도 경주시 용황동이 되었다.
- 1995년 3월에 경주시·군 통합의 용황동이 분리되어 용강동으로 되었다.

## 주요 시설
- 농협 용강지점
- 농협중앙회 동천지점
- 대구은행 용강지점
- 경북대구능금농협
- 경주경찰서 용강치안센터
- 경주용강우체국
- 대한지적공사 경주시지사
- 경주농업기술센터

## 교육
- 용강초등학교
- 황성초등학교
- 황남초등학교
- 근화여자중학교
- 근화여자고등학교

## 명소
- 동천동마애삼존불좌상
- 용강동고분군

## 간선 도로
| 구분 | 도로 이름 |
| ---- | --- |
| 로   | 산업로 (국도 제7호선), 공단로, 다불로, 소금강로, 양정로, 원화로 (국도 제7호선), 유림로                                                                        |
| 길   | 용강상리길, 원지길, 광중1길, 광중길, 승삼1길, 승삼2길, 승삼3길, 승삼4길, 승삼남길, 승삼북길, 승삼신리길, 신리안길, 용강상리1길, 용강상리2길, 토용길, 토용안길 |

## 아파트
| 단지명                    | 건설사       | 시행사             | 주소          | 입주        | 비고 |
| ------------------------- | ------------ | ------------------ | ------------- | ----------- | ---- |
| 협성휴포레 용황           | 협성건설㈜   | ㈜에이치에스서라벌 | 용황로7길 8   | 2017년 6월  |      |
| 용강 현진에버빌           | ㈜현진       | ㈜현진             | 광중길 73-6   | 2009년 7월  |      |
| 경주 뉴센트로 에일린의 뜰 | 아이에스동서 | 아이에스동서       | 용황로10길 43 | 2023년 7월  |      |
| 경주 두산위브 트레지움    | 두산건설     | 달성씨앤씨㈜       | 유림로 107    | 2020년 11월 |      |